# Matt Damon
Matthew Paige "Matt" Damon (Cambridge, Massachusetts, 8. listopada 1970.) je američki glumac, scenarist, producent i dobitnik Oscara za najbolji originalni scenarij (1997. godine za film Dobri Will Hunting). Iako mu je filmska karijera započela 1988. godine, slavu je stekao upravo ulogom u filmu Dobri Will Hunting, gdje je glumio zajedno s Robinom Williamsom (koji je za tu ulogu dobio Oscara za najbolju mušku sporednu ulogu). Scenarij za film napisao je sam Damon, uz suradnju s Benom Affleckom, a osim Oscara, njih su dvojica dobili i Zlatni globus u istoj kategoriji. Damon je također bio nominiran i za Oscara za najbolju glavnu mušku ulogu zbog svoje izvedbe u filmu. 
Damon će kasnije imati zapažene uloge u filmovima Spašavanje vojnika Ryana, Talentirani gospodin Ripley, Oceanova serija (Oceanovih 11, Oceanovih 12, Oceanovih 13), Bourneova trilogija (Bourneov identitet, Bourneova nadmoć, Bourneov ultimatum), Syriana, Dobri pastir, Pokojni, Doušnik! i Invictus. Zbog svojih je uloga zaradio niz nominacija, a nagrađen je i zvijezdon u Hollywoodskoj Ulici slavnih. Damon se nalazi među 35 najbogatijih glumaca svih vremena, a 2007. godine, magazin People proglasio ga je najzgodnijim muškarcem na svijetu. 
Damon također aktivno sudjeluje u dobrotvornom radu, te je pomagao organizacijama kao što su ONE Campaign, H2O Africa Foundation i Water.org.

## Vanjske poveznice
- Matt Damon u internetskoj bazi filmova IMDb-u (engl.)